# Музей археології та етнографії (Баку)
Музей археології та етнографії — установа культури Азербайджану. Знаходиться в столичному місті Баку, в історичному районі Старе місто (Ічері-шехер), навпроти Гоша Гала Гаписи.
Музей археології та етнографії перебуває у підпорядкуванні Академії Наук Азербайджанської Республіки.

## Історія
Основою Музею послужив побудований на початку ХХ століття «Будинок з ланцюгами». У 1920 році ця будівля належала Гаджи Мамедгусейн Мамедову. У 1928 році будинок перейшов у власність братів-купців — Мелікових. У 1930 році митниця міста Баку конфіскувала будівлю і націоналізувала її. Будівля перетворилася на швейну фабрику імені Нарімана Наріманова .
Музей був заснований у 1976 році. Отримав назву на честь азербайджанського архітектора Мікаїла Усейнова. Музей почав функціонувати у 1985 році.
У 2008—2009 роках за матеріальної підтримки фонду Гейдара Алієва в музеї пройшли реставраційні роботи і кількість виставок було збільшено до 2000.

## Експозиція
Музей розділений на дві секції. У секції етнографії представлені матеріали, що відносяться до XIX і початку XX століття, а також експонати, що ілюструють життя і побут азербайджанського народу.
У секції археології, представлені матеріали, що відносяться до етапів історичного розвитку Азербайджану, його культурі від кам'яної доби до пізнього середньовіччя.
Оновлення експозицій відбувається щорічно.
Експонати музею складають повне уявлення про стоянки первісних людей, житлові приміщення на території сучасного Азербайджану, про поселення, що належать первісним скотарям і землеробам, про могильні пам'ятки, про ранню міську культуру, про історичну і матеріальну культуру стародавніх держав, про мистецтво, спосіб життя, господарство, моральну культуру колишнього населення даної території
У музеї зберігаються пам'ятки матеріальної культури, виявлені під час проведення археологічних розкопок на території Азоської печери, Гобустана, Камільтепе, Гейтепе, Союгбулазького кургану тощо. Серед найдавніших експонатів музею особливе місце займають предмети побуту, які мають відношення до гуручайської культурі, а також предмети, що віднесені до Шулавері-шомутепинської культури, яка, в свою чергу, входить до списку ЮНЕСКО.
У музеї зберігається також невелика кількість пам'яток історії епохи середньовіччя.
У 2015 році була проведена спеціальна виставка золотих виробів, виявлених під час систематичних розкопок на території Азербайджану. Тут також проводяться тематичні виставки.